# Курган (сільське поселення село Пеневичі)
Курган (рос. Курган) — село в Хвастовицькому районі Калузької області Російської Федерації.
Населення становить 0 осіб. Входить до складу муніципального утворення Село Пеневичі.

## Історія
Від 2004 року входить до складу муніципального утворення Село Пеневичі

## Населення
| 2002 | 2010 |
| ---- | ---- |
| 13   | ↘0   |